# Улётка
Улётка — село в Хилокском районе Забайкальского края России в составе городского поселения «Могзонское».

## География
Находится в северо-восточной части района на расстоянии примерно 12 километра (по прямой)  на запад-юго-запад от поселка Могзон.

## Климат
Климат характеризуется как резко континентальный, с продолжительной морозной зимой (до 170 дней) и коротким тёплым летом (до 114 дней). Среднегодовая температура воздуха составляет −4,2 °С. Средняя многолетняя температура самого холодного месяца (января) составляет −27 — −25 °С (абсолютный минимум — −52 °С), температура самого тёплого (июля) — 16 — 17 °С (абсолютный максимум — 39 °С). Среднегодовое количество осадков — 439 мм.
Часовой пояс
Село Улётка находится в часовой зоне МСК+6. Смещение применяемого времени относительно UTC составляет +9:00.

## История
Возникло после начала эксплуатации Забайкальской железной дороги как разъезд № 48. Впоследствии на разъезде устроили тупик для погрузки леса.

## Население
Постоянное население села составляло в 2002 году 4 человек (100% татары), в 2010  2 человека .